# Kostel svaté Kateřiny (Hořice na Šumavě)
Kostel svaté Kateřiny, též kostel svaté Kateřiny Alexandrijské, je farní kostel římskokatolické farnosti Hořice na Šumavě, který je významným prvkem v tamní městské památkové zóně. Kostel je významným urbanistickým prvkem, který zásadně dotváří charakter zástavby náměstí a svou hmotou se výrazně uplatňuje při dálkových pohledech na obec prakticky ze všech stran i okolních kopců a vytváří tak její charakteristické panorama.

## Historie kostela
Kostel pochází z první poloviny 13. století. Byl postaven v raně gotickém slohu. Fara je připomínána již v roce 1248. Okolo kostela byl původně hřbitov (byl zrušen v roce 1787), zachovalá část jeho obvodové zdi je památkově chráněna.
Původně raně gotický kostel je doložen v polovině 13. století. Chrám prošel významnou pozdně gotickou přestavbou na přelomu 15. a 16. století. Před a kolem roku 1487 bylo budováno kněžiště se síťovou hvězdovou klenbou, která byla dokončena počátkem 90. let 15. století. Na počátku 16. století byla do starších obvodových zdí vložena síťová klenba dvoulodí, západní kruchta a jižní vstupní portál. Architektura kostela je významným dokladem produkce rožmberské stavební huti kolem roku 1500.

## Přestavby a úpravy
V letech 1483–1510 byl kostel přestavěn – presbytář se síťovou hvězdovou klenbou má letopočet 1487. Koncem 15. století bylo postaveno chrámové dvoulodí, které pak bylo na počátku 16. století opatřeno síťovou klenbou. V 18. století byly provedeny barokní úpravy (v roce 1745 byla rozšířena kruchta) a byla přistavěna Růžencová kaple na severní straně lodi s barokními nástěnnými malbami, Dalšími opravami prošel kostel po požárech v letech 1791 a 1834. Koncem 19. století byl kostel upraven v pseudogotickém stylu. V letech 1900–1901 byla po požáru věž přestavěna do současné podoby. V letech 1999–2002 byl kostel renovován.

## Zařízení kostela

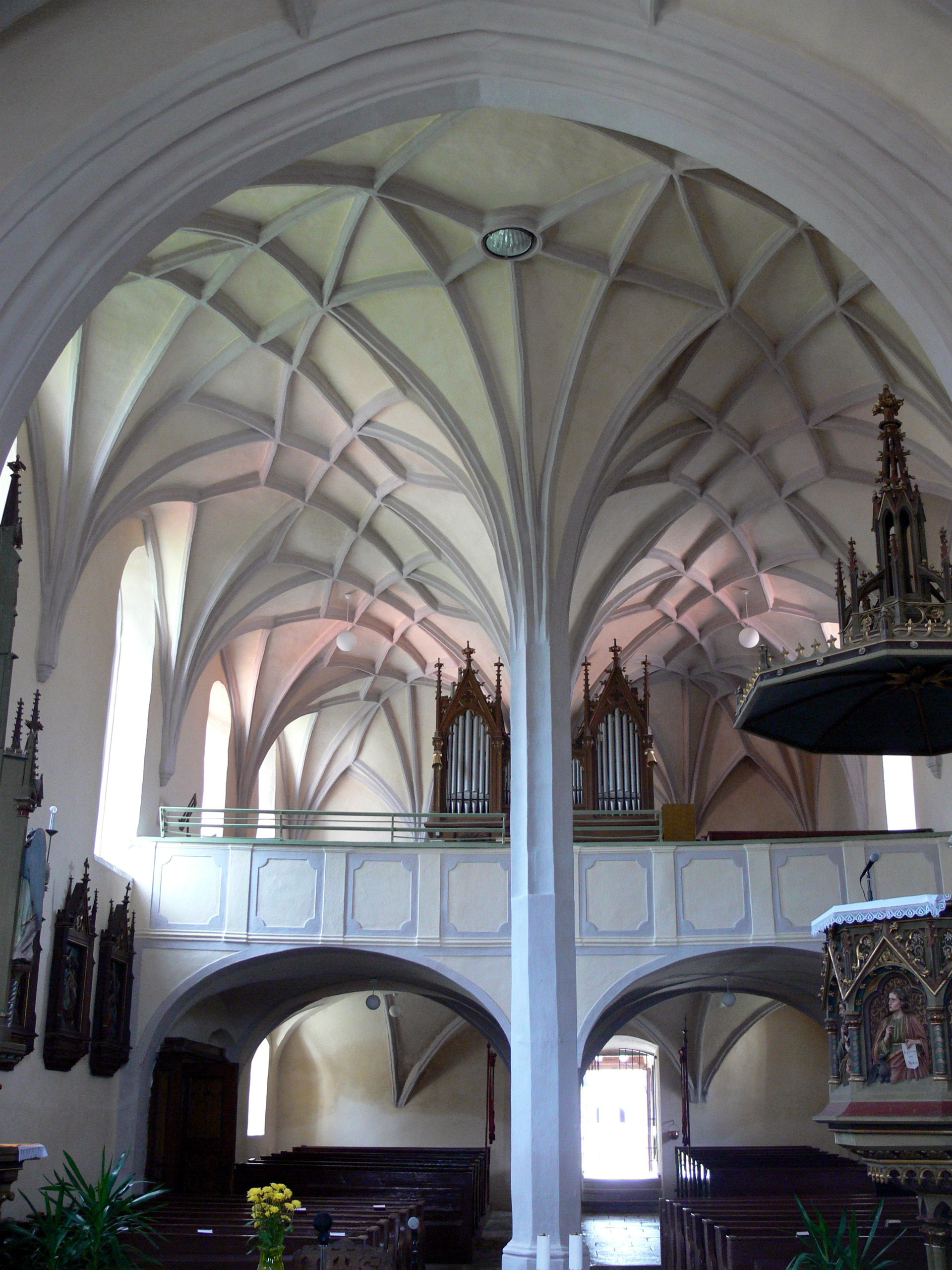
Loď a kruchta

Zařízení kostela je pseudogotické. Zařízení sakristie je z 2. poloviny 17. století.

## Stavební podoba
Kostel sv. Kateřiny je dvoulodní s pětiboce zakončeným presbytářem. Jehož prostým pláštěm prorůstají subtilní, avšak kamenicky bohatě členěné opěrné pilíře. K severní straně presbytáře přiléhá obdélná kaple, ze které vede vstup do sakristie. Na severní straně lodi se připojuje nízký přístavek valeně klenuté předsíně severního vstupu, který byl v minulosti změněn na kapli Božího hrobu. Na jižní straně lodi se nalézá předsíň. Západní průčelí kostela kryje hranolová zvonice s jehlancovou střechou, doprovázená po stranách párem schodišťových přístavků.